# ماتيلدا (فلم 2022)
ماتيلدا (بالإنجليزية: Matilda) هو فيلم فنتازيا موسيقي قادم من بطولة إيما تومسون، لاشانا لينش، أليشا وير، ستيفن غراهام وأندريا رايزبورو. من المقرر صدور الفيلم على منصة نتفليكس في 2 ديسمبر 2022.

## روابط خارجية
- ماتيلدا على موقع IMDb (الإنجليزية)
- ماتيلدا على موقع روتن توميتوز (الإنجليزية)
- ماتيلدا على موقع نتفليكس (الإنجليزية)
- ماتيلدا على موقع ألو سيني (الفرنسية)
- ماتيلدا على موقع أول موفي (الإنجليزية)
- ماتيلدا على موقع فيلمافينيتي (الإسبانية)
- ماتيلدا على موقع قاعدة بيانات الفيلم (الإنجليزية)
- ماتيلدا على موقع ليتربوكسد (الإنجليزية)
- ماتيلدا على موقع كينوبويسك (الروسية)

لا توجد روابط لمواقع التواصل الاجتماعي.